# Kinetic user interface
Kinetic user interface, também reconhecida com a sigla KUI é um tipo de interface de interação computacional com o usuário baseada em dispositivos digitais que capturam o movimento do usuário e interpretam para o processamento computacional. Dispositivos do Wii, especificamente Wii Remote e o  Kinect controlada pela Microsoft são alguns dos exemplos que podem ser utilizadas em ambientes KUI.
As KUIs estão também relacionadas aos novos padrões de projetos de interfaces gráficas focadas na atividade e na interação incidental, muito utilizado em jogos eletrônicos onde se usa o corpo humano para comunicação com o computador.